# Brunsbüttel

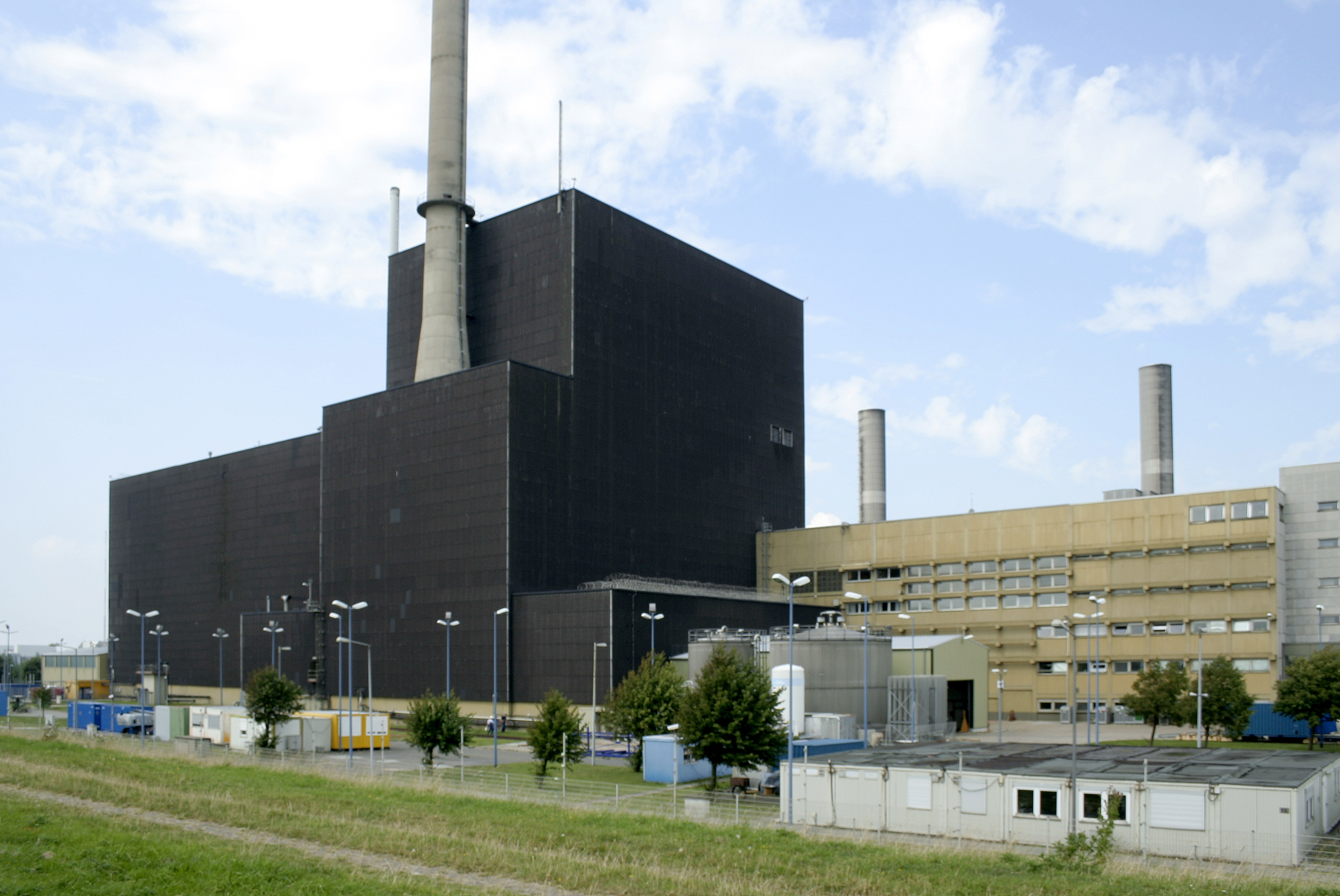
Brunsbüttel kerncentrale

Brunsbüttel is een gemeente in de Duitse deelstaat Sleeswijk-Holstein, gelegen in de Kreis Dithmarschen. De plaats telt 12.364 inwoners. Brunsbüttel vormt het westelijke eindpunt van het Noord-Oostzeekanaal.

## Geschiedenis
De naam gaat waarschijnlijk terug op die van een Bruno geheten persoon en -büttel. Dit laatste is het tweede lid van veel, in de vroege middeleeuwen ontstane, Noord-Duitse plaatsnamen, o.a. in het westen van Sleeswijk-Holstein en in de omgeving van de Samtgemeinde Papenteich (ten noorden van Braunschweig), met als betekenis vermoedelijk : woonplaats, vergelijk Fries: -buren. Er bestaat geen enkel etymologisch verband met het huidige Duitse woord Büttel, dat beul betekent.

## Kernenergiecentrale
Op drie kilometer ten oosten van de plaats, aan de oevers van de Elbe, ligt de kerncentrale Brunsbüttel. De centrale is in eigendom van de energiemaatschappijen Vattenfall en E.ON. De laatste heeft een minderheidsbelang van 33%. De centrale heeft een opgesteld vermogen van 806 MW en de eerste elektriciteit werd in februari 1977 geproduceerd. In 2007 werd de centrale stilgelegd vanwege technische problemen. Op 30 juni 2011 nam de Duitse regering het besluit om alle 17 kerncentrales in het land uiterlijk in 2022 te sluiten. Als een gevolg van dit besluit mag de Brunsbüttel kerncentrale niet meer opstarten en is daarmee in feite definitief buitengebruik gesteld.

## LNG terminal
De Brunsbüttel LNG-terminal is een plan voor de bouw en exploitatie van de terminal voor vloeibaar aardgas (lng). Het is een initiatief van de Nederlandse bedrijven Gasunie en Vopak en het Duitse bedrijf Oiltanking. Er komen twee aanlegplaatsen, twee opslagtanks en een hervergassingsinstallatie en voor de afvoer wordt de terminal aangesloten op het Duitse aardgasnet. De terminal heeft een lange geschiedenis en door de oppositie van milieubewegingen en buurtbewoners is de bouw jarenlang tegengehouden. Op 27 februari 2022 heeft bondskanselier Olaf Scholz de bouw aangekondigd van twee lng-terminals, deze en bij Wilhelmshaven, als reactie op de Russische invasie van Oekraïne in 2022 om zo minder afhankelijk te worden van Russisch aardgas.
Albersdorf ·
Arkebek ·
Averlak ·
Bargenstedt ·
Barkenholm ·
Barlt ·
Bergewöhrden ·
Brickeln ·
Brunsbüttel ·
Buchholz ·
Bunsoh ·
Burg (Dithmarschen) ·
Busenwurth ·
Büsum ·
Büsumer Deichhausen ·
Dellstedt ·
Delve ·
Diekhusen-Fahrstedt ·
Dingen ·
Dörpling ·
Eddelak ·
Eggstedt ·
Elpersbüttel ·
Epenwöhrden ·
Fedderingen ·
Frestedt ·
Friedrichsgabekoog ·
Friedrichskoog ·
Gaushorn ·
Glüsing ·
Großenrade ·
Groven ·
Gudendorf ·
Hedwigenkoog ·
Heide ·
Hellschen-Heringsand-Unterschaar ·
Helse ·
Hemme ·
Hemmingstedt ·
Hennstedt ·
Hillgroven ·
Hochdonn ·
Hollingstedt ·
Hövede ·
Immenstedt ·
Kaiser-Wilhelm-Koog ·
Karolinenkoog ·
Kleve ·
Krempel ·
Kronprinzenkoog ·
Krumstedt ·
Kuden ·
Lehe ·
Lieth ·
Linden ·
Lohe-Rickelshof ·
Lunden ·
Marnerdeich ·
Marne ·
Meldorf ·
Neuenkirchen ·
Neufeld ·
Neufelderkoog ·
Nindorf ·
Norddeich ·
Norderheistedt ·
Nordermeldorf ·
Norderwöhrden ·
Nordhastedt ·
Odderade ·
Oesterdeichstrich ·
Oesterwurth ·
Offenbüttel ·
Osterrade ·
Ostrohe ·
Pahlen ·
Quickborn ·
Ramhusen ·
Rehm-Flehde-Bargen ·
Reinsbüttel ·
Sankt Annen ·
Sankt Michaelisdonn ·
Sarzbüttel ·
Schafstedt ·
Schalkholz ·
Schlichting ·
Schmedeswurth ·
Schrum ·
Schülp ·
Stelle-Wittenwurth ·
Strübbel ·
Süderdeich ·
Süderdorf ·
Süderhastedt ·
Süderheistedt ·
Tellingstedt ·
Tensbüttel-Röst ·
Tielenhemme ·
Trennewurth ·
Volsemenhusen ·
Wallen ·
Warwerort ·
Weddingstedt ·
Welmbüttel ·
Wennbüttel ·
Wesselburen ·
Wesselburener Deichhausen ·
Wesselburenerkoog ·
Wesseln ·
Westerborstel ·
Westerdeichstrich ·
Wiemerstedt ·
Windbergen ·
Wöhrden ·
Wolmersdorf ·
Wrohm